# 库寿龄
库寿龄（英語：Samuel Couling，1859年—1922年6月15日），英国浸礼会传教士、汉学家。

## 早年：英国
1859年，库寿龄生于英国伦敦，父亲是一位浸信会牧师。18岁时进入布里斯托浸会学院学习神学。

## 山东：1884-1905年
1884年，25岁的库寿龄受英国浸礼会差遣，携妻子前往中国山东传教。他在山东青州开办学塾。次年在东华门建新校舍，增办中学班，1887年定名为广德书院，自任监督。在归国休假期间获得爱丁堡大学的硕士学位。
1900年，库寿龄夫人为了贴补传教经费，从意大利引进技术，创办了德昌花边庄。
1902年，英国浸礼会决定将广德书院与美北长老会开办的登州文会馆合并，成立广文书院(齐鲁大学前身)，校址设于潍县东郊乐道院。1904年完成搬迁。教员中有4名西方人，是英国浸礼会的库寿龄和波特(E.W.burt)，以及美国长老会的柏尔根（Panl D.Bergen）和路思义（Henry Winter Luce），柏尔根当选为校长。库寿龄对合并一直没有表示完全的谅解，1906年调往青州神学院，1908年脱离英国浸礼会，并离开山东，前往上海，没有再回到广文。
库寿龄在青州曾资助一名贫苦孩子宋化忠就读广德书院，改名为宋传典。1908年，库寿龄夫妇离开青州，将德昌洋行（花边庄）留给宋传典。宋传典经营花边业取得巨大成功，成为民国山东首富。

## 上海：1905-1922年
1905年库寿龄从山东来到上海，1914年起担任皇家亚洲文会北中国支会名誉干事及编辑。1917年出版《中国百科全书》（The Encyclopaedia Sinica）。1919年，库寿龄在上海创办汉学刊物《新中国评论》（The New China Review），编辑部设在兆丰路（今高阳路）73号。1922年6月15日，库寿龄在上海辞世，享年62岁。他的另一部著作《上海史》（The History of Shanghai）第二卷，则由库寿龄夫人完成并于1923年正式出版。